# Corona trágica
Corona trágica es una tragedia en cinco actos del poeta, escritor y dramaturgo español Lope de Vega, editada en 1627, que trata de la vida de la reina de Escocia, María Estuardo y de su violento final, al ser decapitada por orden de Isabel I de Inglaterra.
La obra, en su edición príncipe, está dedicada al papa Urbano VIII. Corona trágica supone una denuncia de la injusticia ejemplarmente sufrida por la reina de Escocia, así como una evidente apología de la fe católica. Pieza de los últimos años de Lope, muestra rasgos habituales en su teatro como las barrocas alusiones a la mitología o el empleo abundante de elementos retóricos.